# Сивцов, Николай Степанович
Николай Степанович Сивцов (1917—1943) — советский лётчик-ас истребительной авиации во время Великой Отечественной войны, Герой Советского Союза (8.09.1943). Гвардии старший лейтенант (1943).

## Биография
Николай Сивцов родился 29 июня 1917 года в деревне Кота (ныне — Касторенский район Курской области). С 1929 года проживал в Серпухове, окончил там семь классов школы и школу фабрично-заводского ученичества, работал на прядильно-ткацкой фабрике. Параллельно с работой занимался в аэроклубе. 
В январе 1939 года был призван на службу в Рабоче-крестьянскую Красную Армию. В 1940 году он окончил Качинскую военную авиационную школу пилотов. Оставлен в этой авиашколе лётчиком-инструктором, после начала войны эвакуирован с ней в город Красный Кут Саратовской области. 
С сентября 1942 года — на фронтах Великой Отечественной войны. В боях был ранен.
К августу 1943 года старший лейтенант Николай Сивцов был заместителем командира эскадрильи 867-го истребительного авиаполка 207-й истребительной авиадивизии 3-го смешанного авиакорпуса 17-й воздушной армии Юго-Западного фронта. К тому времени он совершил 78 боевых вылетов, принял участие в 34 воздушных боях, сбив 22 вражеских самолёта.
Указом Президиума Верховного Совета СССР от 8 сентября 1943 года за «мужество и героизм, проявленные в воздушных боях», старший лейтенант Николай Сивцов был удостоен высокого звания Героя Советского Союза. Орден Ленина и медаль «Золотая Звезда» он получить не успел.
24 августа 1943 года 867-й истребительный авиационный полк за образцовое выполнение боевых задач и проявленные при этом мужество и героизм Приказом наркома обороны СССР № 264 получил гвардейское звание и был преобразован в  107-й гвардейский истребительный авиационный полк. Через несколько дней он стал командиром эскадрильи. А 23 сентября 1943 года гвардии старший лейтенант Н. С. Сивцов пропал без вести во время очередного боевого вылета в район Днепропетровска. Из интервью с летчиком-истребителем И.И. Кожемяко:
"Помню, под Днепропетровском сидели, туман был сильнейший. И вдруг приказ послать пару на разведку. Как раз немного туман разошелся. Полетели командир эскадрильи Герой Советского Союза Сивцов с заместителем. Только они взлетели - опять туман весь аэродром закрыл. Так они и пропали. Никаких известий о них не было и до сих пор нет. Что там с ними случилось, до сих пор никто не знает."
Всего на фронте воевал чуть более года, за это время совершил около 100 боевых вылетов, провёл 40 воздушных боёв, сбил лично 18 и в группе 2 вражеских самолёта
Был также награждён двумя орденами Красного Знамени (28.02.1943, 20.06.1943) и орденом Красной Звезды (21.01.1943).

## Память
- В честь Сивцова названа улица в Серпухове[2].